# Mistrovství světa v biatlonu 1979
Mistrovství světa v biatlonu 1979 se konalo od 2. do 5. února 1979 na biatlonovém stadionu Chimegau Arena ve německém Ruhpoldingu. Jednalo se o 18. ročník mistrovství světa v biatlonu. Výsledky závodů na šampionátu se započítávaly do celkového pořadí světového poháru.
Na mistrovství byl nejúspěšnější východoněmecký tým, který získal tři medaile, všechny zlaté. Největší zásluhu na tom měli Klaus Siebert a Frank Ullrich, kteří zvítězili ve vytrvalostní závodě, resp. v sprintu a následně v štafetě. Největším překvapením mistrovství bylo druhé místo Nora Odda Lirhuse a bronzová medaile Itala Luigiho Weisse ze sprintu. Zklamání mistrovství naopak přineslo pro domácího Eberharda Rösche, který získal jen jednou zlatou medaili za štafety. 
Pro československé reprezentanty bylo toto mistrovství medailově neúspěšné. Ve vytrvalostním závodě obsadil Jaromír Šimůnek 6. a ve sprintu 7. místo. Ve štafetovém závodě se československá štafeta umístila na 8. místě ve složení Jaromír Šimůnek, Jan Suchánek, Peter Zelinka a Zdeněk Pavlíček.

## Kandidující země na pořadatelství
| Středisko                   | stát     | pořadatelství předchozích MS |
| --------------------------- | -------- | ---------------------------- |
| Biathlon Staduim Hochfilzen | Rakousko | 1978                         |
| Chimegau Arena              | Německo  | Nekonalo se                  |

## Program závodů
Na programu šampionátu bylo celkem 3 závody. Muži absolvovali sprinty, vytrvalostní závody a štafety. 
| Den | Datum     | Disciplína          | Počet závodníků |
| --- | --------- | ------------------- | --------------- |
| Pá  | 15. února | sprint              | 82              |
| Ne  | 17. února | Vytrvalostní závody | 86              |
| Po  | 18. února | Mužská štafeta      | 21 týmů         |

## Medailisté

### Muži
| Disciplína                         | Zlato                                                                    | Výkon     | Stříbro                                                       | Výkon      | Bronz                                                                             | Výkon      |
| Vytrvalostní závod (20 km) detaily | Klaus Siebert                                                            | 1:07:40,1 | Alexandr Tichonov                                             | 1:09:22,1  | Sigleif Johansen                                                                  | 1:09:37,4  |
| Sprint (10 km) detaily             | Frank Ullrich                                                            | 40:35,3   | Odd Lirhus                                                    | 41:22,5    | Luigi Weiss                                                                       | 41:46,3    |
| Štafeta (4×7,5 km) detaily         | Východní Německo Manfred Beer Klaus Siebert Frank Ullrich Eberhard Rösch | 1:54:48,5 | Finsko Simo Halonen Erkki Antinen Raimo Seppänen Heikki Ikola | 1:56:26,76 | Sovětský svaz Vladimir Alikin Vladimir Barsašov Nikolaj Kruglov Alexandr Tichonov | 1:58:14,60 |

## Medailové pořadí

### Medailové pořadí zemí
| Pořadí | Země             | Zlato | Stříbro | Bronz | Celkově |
| ------ | ---------------- | ----- | ------- | ----- | ------- |
| 1.     | Východní Německo | 3     | 0       | 0     | 3       |
| 2.     | Norsko           | 0     | 1       | 1     | 2       |
| 2.     | Sovětský svaz    | 0     | 1       | 1     | 2       |
| 4.     | Finsko           | 0     | 1       | 0     | 1       |
| 5.     | Itálie           | 0     | 0       | 1     | 1       |
|        | Celkem           | 3     | 3       | 3     | 9       |

### Individuální medailové pořadí
| Pořadí                                 | Závodník                     | Zlato | Stříbro | Bronz | Celkově |
| -------------------------------------- | ---------------------------- | ----- | ------- | ----- | ------- |
| 1.                                     | Klaus Siebert (GDR)          | 2     | 0       | 0     | 2       |
| 1.                                     | Frank Ullrich (GDR)          | 2     | 0       | 0     | 2       |
| 3.                                     | Alexandr Tichonov (URS)      | 0     | 1       | 1     | 2       |
| 4.                                     | Manfred Beer (GDR)           | 1     | 0       | 0     | 1       |
| 4.                                     | Eberhard Rösch (GDR)         | 1     | 0       | 0     | 1       |
| 6.                                     | Odd Lirhus (NOR)             | 0     | 1       | 0     | 1       |
| 6.                                     | Simo Halonen (FIN)           | 0     | 1       | 0     | 1       |
| 6.                                     | Erkki Antila (FIN)           | 0     | 1       | 0     | 1       |
| 6.                                     | Raimo Seppänen (FIN)         | 0     | 1       | 0     | 1       |
| 6.                                     | Heikki Ikola (FIN)           | 0     | 1       | 0     | 1       |
| 5.                                     | Luigi Weiss (ITA)            | 0     | 0       | 1     | 1       |
| 12.                                    | Vladimir Alikin (URS)        | 0     | 0       | 1     | 1       |
| 12.                                    | Vladimir Barnašov (URS)      | 0     | 0       | 1     | 1       |
| 12.                                    | Nikolaj Kruglov Senior (URS) | 0     | 0       | 1     | 1       |
|                                        | Celkem                       | 20    | 20      | 20    | 60      |
| závody se započítáním soutěží družstev |                              |       |         |       |         |